# ダンジー
ダンジー（1971年7月17日 - ）は、日本のものまねタレント。本名、平田 幹裕（ひらた みきひろ）。
福岡県出身。

## 来歴・人物
20歳の頃、大阪のショーパブでアルバイトでものまねをやっている頃に、芸能プロダクションにスカウトされる。
その後、24歳の時に上京して、西城秀樹のものまねを中心とした「いまさら秀樹」の芸名で活動。
同時期にプライマルワークスというバンドを結成し、ボーカルを務める。
路上ライブで着々とファンを増やし、結成2年で渋谷ON AIR WESTでワンマンライブを開催。
餃子好きが高じて、ライブハウスに来たお客さんに餃子をふるまったり、週刊誌『FLUSH』でお勧め餃子店を紹介し、一部で話題になる。
2011年、餃子専門店「餃子BARダンジー」を経営し、芸名をダンジーに改名。同時にフリーになる。
そこでの餃子が話題になり、ディノスから直々にオファーを受けて通販を販売。
またたくまに人気が出て、食品部門で第2位になり、各メディアに取り上げれる。
「FNSフジテレビおすすめ逸品ストリート」で東京代表に選出され、めざましテレビのじゃんけんの景品にもなっている。
現在、ものまねタレント、餃子BARオーナーとして2つの顔をもった全国各地を飛び回るタレントである。
稀に「沢田ケンケン」の芸名でも活動している。

## ものまねレパートリー
- 沢田研二
- 郷ひろみ
- 西城秀樹
- 福山雅治
- つんく♂（シャ乱Q）
- 武田鉄矢
- 長渕剛
- 吉幾三
- カールスモーキー石井（米米クラブ）
- 氷川きよし

- T-BOLAN
- ポルノグラフィティ
- 氷室京介
- 山崎まさよし
- えなりかずき
- 河村隆一（LUNA SEA）
- 北島三郎
- 松山千春
- 鈴木雅之
- Mr.Children

- 中居正広
- 桑田佳祐（サザンオールスターズ）
- サンプラザ中野（爆風スランプ）
- ペ・ヨンジュン
- 立川談志
- 哀川翔
- 井上陽水など

## メディア出演

### テレビ
- ものまねグランプリ（日本テレビ）
- コンちゃんテンちゃん（フジテレビ）
- SHEliCoの夜活（フジテレビ）
- 潜入!リアルスコープ（フジテレビ）
- サタネプ☆ベストテン（TBS）
- 爆笑!ものまねウォーズ（TBS）
- クイズ☆タレント名鑑（TBS）
- 上岡龍太郎がズバリ!「そっくりタレント50人」（TBS）
- 上岡龍太郎スペシャル「スターのそっくり50人超豪華版）」（TBS）
- お願い!ランキング（テレビ朝日）
- 日曜ビッグバラエティー「歌って覚えまショー」（テレビ東京）
- 全日本そっくり大賞（テレビ東京）
- その気!アルマジロ（読売テレビ）